# Benkara fasciculata
Benkara fasciculata är en måreväxtart som först beskrevs av William Roxburgh, och fick sitt nu gällande namn av Colin Ernest Ridsdale. Benkara fasciculata ingår i släktet Benkara och familjen måreväxter. Inga underarter finns listade i Catalogue of Life.